# تائویوان
تائویوان (به لاتین: Taoyuan, Taiwan) یک سکونتگاه مسکونی در تایوان است که در تایوان واقع شده‌است.

## خصوصیات
تائویوان ۱٬۲۲۰٫۹۵۴۰ کیلومترمربع مساحت و ۲٬۰۵۸٬۳۲۸ نفر جمعیت دارد.

## خواهرخوانده
شهر شهرستان آلامدا، کالیفرنیا خواهرخواندهٔ تائویوان هست.